# Sérvia (Grécia)
Sérvia ou Sérbia (em grego: Σέρβια) é uma vila grega da unidade regional de Cozani, no município de Sérvia-Velventós, na unidade municipal de Sérvia. Situada a uma altitude de 435 metros, está localizada na região histórica da Macedônia, com sua histórica remontando ao menos ao neolítico. Próximo a Sérvia estão as vilas de Nova Lava e Castânia. Segundo o censo de 2011, têm 2 946 habitantes.
Sérvia foi fundada na Antiguidade com o nome de Fílacas. Foi rebatizada com seu nome atual pelos romanos em data desconhecida. Foi utilizada por romanos e bizantinos por séculos como forte de passagem entre a Macedônia e Tessália. Apesar de permanecer sob controle bizantino até o século XIV, foi intercaladamente conquistada pelos poderes beligerantes dos Bálcãs, notadamente búlgaros, sérvios e finalmente otomanos. Os últimos, por sua vez, mantiveram controle sobre Sérvia até 1913, quando foi cedida junto da Macedônia para o Reino da Grécia segundo o Tratado de Bucareste.

## História

### Pré-história e Antiguidade
Próximo ao sítio da vila da Sérvia, ao lado da antiga ponto que atravessou rio Haliácmo, Alan John Bayard Wace descobriu um sítio arqueológico que recebeu seu nome e seria escavado por Walter Heurtley em 1930. Entre 1971 e 1973, em decorrência dos projetos de criação do Lago Polífito, Aikaterina Rhomiopoulou e Cressida Ridley realizaram escavações de salvamento no sítio. Nele foram escavados artefatos que remontam do Neolítico Médio (5 000 a.C.) ao Neolítico Tardio e então a Idade do Bronze Antiga, embora tenha sido identificado um lapso temporal de aproximados 1000 anos entre a última e penúltima fases devido ao abandono do sítio.
O sítio é um monte baixo criado por detritos de fases sucessivas de ocupação humana, começando no Neolítico Médio antes de 5 000 a.C.. Os edifícios quadrados e retangulares, de um ou dois andares, foram enquadrados com massivos postes de carvalho e os muros foram criados com pau a pique. A clássica cerâmica vermelho em creme dessa fase está intimamente relacionada com aquela encontradas nos sítios de Sesclo e Aquileu.
Durante a Antiguidade, o sítio de Sérvia serviu como forte de passagem entre a Macedônia e Tessália e, por isso, receberia seu nome atual. O nome de Sérvia deriva do verbo latino servo, que significa "vigiar" e foi dado pelos romanos, provavelmente substituindo o antigo nome grego de Fílacas (em grego: Φυλακαί; romaniz.: Phylakaí; em latim: Phylacae). O nome Fílacas é mencionado pelo historiador Plínio, o Velho e o geógrafo Ptolemeu.

### Período bizantino
Sérvia alcançou seu auge como parte do Império Bizantino, quando tornar-se-ia uma cidade-castelo (em grego: καστροπολιτεία). Durante a restruturação imperial no sistema temático, passou a compor o Tema de Salonica. Em 989, o general e futuro imperador búlgaro Samuel (r. 997–1014) conquistou Sérvia e outras fortalezas da Macedônia. Ela foi concedida ao nobre Niculitsa, que manteve-a até 1001, quando o imperador bizantino Basílio II Bulgaróctono (r. 976–1025) reconquistou-a no contexto da conquista da Bulgária. Por 1018, os fortes vizinhos à Sérvia foram tomados pelo general Nicéforo Xífias.
A cidade de Sérvia permaneceu sob controle bizantino até 1204, quando o Império Bizantino foi dividido pelos cavaleiros da Quarta Cruzada. Em 1256, o imperador de Niceia Teodoro II Láscaris (r. 1254–1258) conseguiu reconquistá-la, que foi mantida pelo império até sua conquista pelo imperador sérvio Estêvão Uresis IV (r. 1331–1355). O imperador bizantino João VI Cantacuzeno (r. 1347–1354), em sua tentativa de retomar as província da Macedônia e Tessália, foi confrontado pelos 500 soldados sob Gregório Prealimpo que estavam aquartelados em Sérvia. O Império Sérvio foi capaz de manter controle de Sérvia por algumas décadas, porém a perdeu em 1073 para o bizantino Aleixo Ângelo Filantropeno (r. 1373–1390). O sucessor e irmão de Aleixo, Manuel (r. 1090–1093), enfrentou as investidas do Império Otomano e perdeu Sérvia em 1390 para Bajazeto I (r. 1389–1402).

### Período otomano e moderno

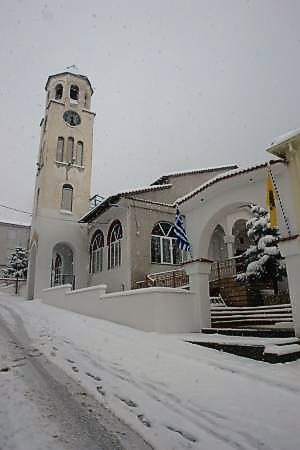
Igreja de Santa Domênica

Durante o período otomano, Sérvia foi rebatizada em turco otomano como Serfiçe ou Serfidze. Os otomanos mantiveram controle sobre a cidade por vários séculos. Desde pelo menos o século IX, ainda durante o período bizantino, ela havia se tornado sede do bispo de Sérvia e Cozani, função que manteve até 1745, quando a sede do bispado foi transferida para Cozani. Em 1864, com a criação de novas províncias imperiais nos Bálcãs, Sérvia tornar-se-ia sede de um sanjaco. O exército grego entrou em Sérvia em 10 de outubro de 1912, durante a Primeira Guerra Balcânica (1912–1913), após sua vitória contra o exército otomano na batalha de Sarantáporo.
No mesmo dia, 117 cidadãos proeminentes de Sérvia foram capturados e executados pelos otomanos, que estavam deixando a cidade; tal fato teria originado o nome "117 mártires nacionais" (em grego: 117 Εθνομαρτύρων; romaniz.: 117 ethomartyron) que fora dado a via que leva à prefeitura da cidade. Sob o Tratado de Bucareste de 1913, a Macedônia foi incorporada ao Reino da Grécia. Durante a Segunda Guerra Mundial, em 6 de março de 1943, tropas italianas atearam fogo em resposta a forte resistência enfrentada na região. Tal destruição encerrou o papel proeminente da cidade na prefeitura de Cozani. Em 1998, sob comando da Associação Educacional de Sérvia, a vila recebeu o chamado Museu Folclórico de Sérvia.